# オズの魔法使いの政治的解釈

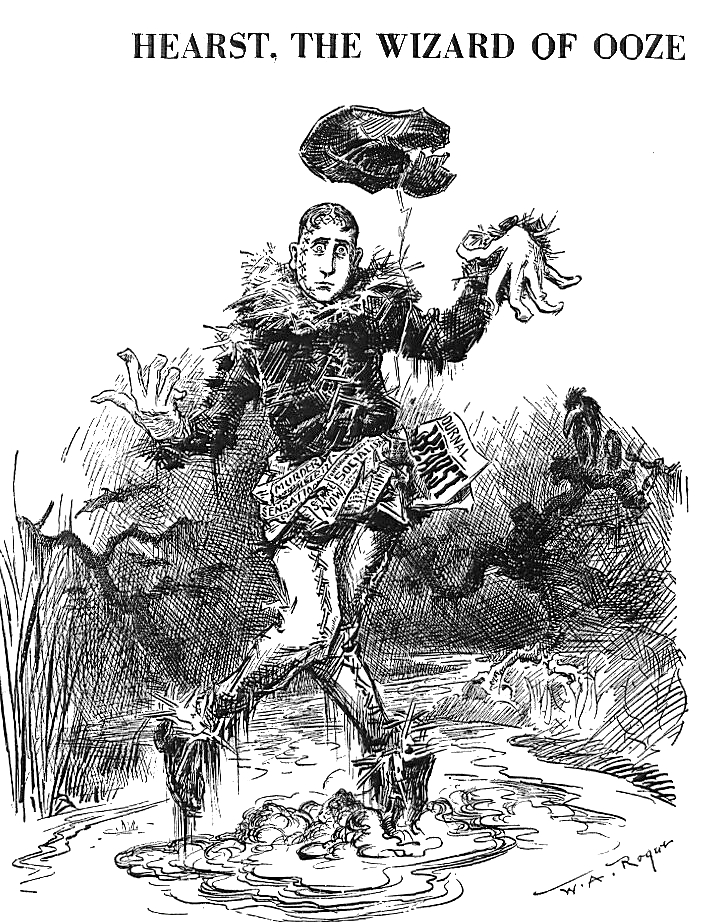
1906年の漫画家WAロジャースは、オズの政治的使用をみいだし、ウィリアム・ランドルフ・ハーストをスケアクロウがハーパーズウィークリーで自分のウーズに閉じ込められているように描いている

オズの魔法使いの政治的解釈（オズのまほうつかいのせいじてきかいしゃく、Political interpretations of The Wonderful Wizard of Oz）は、ライマン・フランク・ボームによって書かれた現代のおとぎ話であるオズの魔法使い（1900年に出版）は、1890年代のアメリカの政治的、経済的、社会的出来事を、寓話または比喩として書かれたとする解釈の論考。
学者らは、1900年の小説、1901年のブロードウェイ劇、1939年のハリウッド映画と、バウムによって1900年後に書かれた多数のオズフォローアップ小説その他など、4つのオズの全く異なるバージョンも検討している。
この政治的解釈ではまず上記の3つに焦点を当て、その日の政治的利益に対する視覚的イメージとストーリーラインの密接な関係を強調していく。
伝記作家は、バウムは1890年代に金と銀の金銀複本位制に特別な関心を持った政治活動家であり、挿絵画家をつとめたイラストレーターのウィリアム・ウォレスデンスローも主要日刊紙で常勤の編集漫画家をつとめていたとしている。 1901年にはブロードウェイのプロダクションも、バウムはセオドア・ルーズベルト大統領などの著名な政治家への明示的な言及を挿入していた。